# Coupe du monde de rugby à XIII 1975
Navigation
Édition précédente Édition suivante
La Coupe du monde de rugby à XIII 1975 (7e édition depuis sa création en 1954, aussi appelée Championnat de rugby à XIII), s'est étalée sur neuf mois entre le 2 mars et le 12 novembre 1975 à travers le monde avec des matchs aller-retour. Il s'agit de la plus importante des compétitions internationales de rugby à XIII mettant aux prises des sélections nationales, organisée par Rugby League International Federation (RLIF).
Le format de la compétition est composé de deux phases, d'abord sous forme de championnat avec matchs aller-retour entre les cinq participants puis les deux premiers de cette phase s'affrontent pour une finale qui détermine le vainqueur de la compétition. Les cinq nations participantes sont l'Australie, la France, la Nouvelle-Zélande accompagnées de deux nouvelles sélections l'Angleterre et le pays de Galles issues de la Grande-Bretagne.
Vainqueur de la phase de championnat, l'Australie confirme sa suprématie en s'imposant 25  à  0 contre l'Angleterre en finale du tournoi à Leeds.

## France
Le sélectionneur Antoine Jimenez.
| Nom                    | Âge | Matchs (Ptsmarqués) pendant l'édition | Club               |
| ---------------------- | --- | ------------------------------------- | ------------------ |
| Yves Alvernhe          | 27  | 1 (0)                                 | Albi               |
| Michel Anglade         | 28  | 3 (0)                                 | Saint-Gaudens      |
| Elie Bonal             | 30  | 3 (0)                                 | Carcassonne        |
| Jean-Marie Bosc        | 24  | 1 (0)                                 | Saint-Estève       |
| Guy Bucchi             |     | 1 (0)                                 | Marseille          |
| José Calle             | 30  | 6 (8)                                 | Saint-Estève       |
| Michel Cassin          | 20  | 2 (0)                                 | Tonneins           |
| Patrick Chauvet        | 22  | 2 (6)                                 | Carcassonne        |
| Philippe Clergeau      | 19  | 1 (0)                                 | Bordeaux           |
| Bernard Curt           | 29  | 5 (3)                                 | Bordeaux           |
| Maurice de Matos       | 26  | 1 (0)                                 | Toulouse           |
| Francis de Nadaï       | 27  | 4 (0)                                 | Limoux             |
| André Dumas            | 21  | 2 (0)                                 | Lézignan           |
| Francis Duthil         | 24  | 1 (0)                                 | Bordeaux           |
| Guy Garcia             | 21  | 1 (0)                                 | Carcassonne        |
| Serge Gleyzes          | 26  | 4 (0)                                 | Carcassonne        |
| Antoine Gonzalez       | 27  | 5 (0)                                 | Villeneuve-sur-Lot |
| Michel Gonzalez        | 25  | 2 (0)                                 | Pamiers            |
| Jean-François Grechi   | 21  | 4 (0)                                 | Limoux             |
| Bernard Guilhem        | 21  | 3 (10)                                | Carcassonne        |
| Didier Hermet          | 25  | 3 (0)                                 | Villeneuve-sur-Lot |
| Jean-Marie Imbert      | 24  | 8 (1)                                 | Avignon            |
| Fernand Kaminski       | 23  | 3 (0)                                 | Albi               |
| Jean-Pierre Lacoste    | 20  | 3 (1)                                 | Bordeaux           |
| Michel Laffargue       | 21  | 1 (0)                                 | Tonneins           |
| Michel Maïque          | 26  | 2 (0)                                 | Lézignan           |
| Jean-Claude Mayorgas   | 21  | 3 (0)                                 | Toulouse           |
| Michel Molinier        | 27  | 2 (0)                                 | Saint-Gaudens      |
| Michel Moussard        | 31  | 3 (0)                                 | Albi               |
| Marcel Pillon          | 19  | 2 (0)                                 | Saint-Estève       |
| André Ruiz             | 27  | 5 (0)                                 | Pau                |
| Jean-Pierre Sauret     | 29  | 3 (0)                                 | XIII Catalan       |
| Victor Serrano         | 31  | 2 (8)                                 | Saint-Gaudens      |
| René Terrats           | 24  | 8 (3)                                 | Saint-Estève       |
| Charles Thénégal       | 25  | 3 (0)                                 | Toulouse           |
| Francis Tranier        | 24  | 4 (0)                                 | Saint-Gaudens      |
| Jean-Pierre Trémouille | 21  | 4 (0)                                 | Tonneins           |
| Guy Vigouroux          | 27  | 1 (0)                                 | Cavaillon          |
| Charles Zalduendo      | 22  | 4 (0)                                 | Toulouse           |

## Résultats

### Phase de championnat
| 2 mars 1975 | France | 14 - 7 | Pays de Galles | Toulouse 7 563 spectateurs Arbitre : G.F. Lindop |
| 2 mars 1975 |        |        |                | Toulouse 7 563 spectateurs Arbitre : G.F. Lindop |
| 2 mars 1975 |        |        |                | Toulouse 7 563 spectateurs Arbitre : G.F. Lindop |

| 16 mars 1975 | Angleterre | 20 - 2 | France | Headingley Rugby Stadium, Leeds 10 842 spectateurs Arbitre : K. Page |
| 16 mars 1975 |            |        |        | Headingley Rugby Stadium, Leeds 10 842 spectateurs Arbitre : K. Page |
| 16 mars 1975 |            |        |        | Headingley Rugby Stadium, Leeds 10 842 spectateurs Arbitre : K. Page |

| 1er juin 1975 | Australie | 36 - 8 | Nouvelle-Zélande | Lang Park, Brisbane |
| 1er juin 1975 |           |        |                  | Lang Park, Brisbane |
| 1er juin 1975 |           |        |                  | Lang Park, Brisbane |

| 10 juin 1975 | Angleterre | 7 - 12 | Pays de Galles | Lang Park, Brisbane |
| 10 juin 1975 |            |        |                | Lang Park, Brisbane |
| 10 juin 1975 |            |        |                | Lang Park, Brisbane |

| 14 juin 1975 | Australie | 30 - 13 | Pays de Galles | Sydney Cricket Ground, Sydney 25 386 spectateurs |
| 14 juin 1975 |           |         |                | Sydney Cricket Ground, Sydney 25 386 spectateurs |
| 14 juin 1975 |           |         |                | Sydney Cricket Ground, Sydney 25 386 spectateurs |

| 15 juin 1975 | Nouvelle-Zélande | 27 - 0 | France | Christchurch |
| 15 juin 1975 |                  |        |        | Christchurch |
| 15 juin 1975 |                  |        |        | Christchurch |

| 21 juin 1975 | Nouvelle-Zélande | 17 - 17 | Angleterre | Carlaw Park, Auckland |
| 21 juin 1975 |                  |         |            | Carlaw Park, Auckland |
| 21 juin 1975 |                  |         |            | Carlaw Park, Auckland |

| 22 juin 1975 | Australie | 26 - 6 | France | Lang Park, Brisbane |
| 22 juin 1975 |           |        |        | Lang Park, Brisbane |
| 22 juin 1975 |           |        |        | Lang Park, Brisbane |

| 28 juin 1975 | Australie | 10 - 10 | Angleterre | Sydney Cricket Ground, Sydney 33 858 spectateurs |
| 28 juin 1975 |           |         |            | Sydney Cricket Ground, Sydney 33 858 spectateurs |
| 28 juin 1975 |           |         |            | Sydney Cricket Ground, Sydney 33 858 spectateurs |

| 28 juin 1975 | Nouvelle-Zélande | 13 - 8 | Pays de Galles | Carlaw Park, Auckland |
| 28 juin 1975 |                  |        |                | Carlaw Park, Auckland |
| 28 juin 1975 |                  |        |                | Carlaw Park, Auckland |

| 20 septembre 1975 | Pays de Galles | 16 - 22 | Angleterre | Wilderspool, Warrington |
| 20 septembre 1975 |                |         |            | Wilderspool, Warrington |
| 20 septembre 1975 |                |         |            | Wilderspool, Warrington |

| 27 septembre 1975 | Nouvelle-Zélande | 8 - 24 | Australie | Carlaw Park, Auckland |
| 27 septembre 1975 |                  |        |           | Carlaw Park, Auckland |
| 27 septembre 1975 |                  |        |           | Carlaw Park, Auckland |

| 11 octobre 1975 | France | 2 - 48 | Angleterre | Bordeaux |
| 11 octobre 1975 |        |        |            | Bordeaux |
| 11 octobre 1975 |        |        |            | Bordeaux |

| 17 octobre 1975 | France | 12 - 12 | Nouvelle-Zélande | Marseille |
| 17 octobre 1975 |        |         |                  | Marseille |
| 17 octobre 1975 |        |         |                  | Marseille |

| 19 octobre 1975 | Pays de Galles | 6 - 18 | Australie | St Helens Rugby and Cricket Ground, Swansea |
| 19 octobre 1975 |                |        |           | St Helens Rugby and Cricket Ground, Swansea |
| 19 octobre 1975 |                |        |           | St Helens Rugby and Cricket Ground, Swansea |

| 26 octobre 1975 | Angleterre | 27 - 12 | Nouvelle-Zélande | Odsal Stadium, Wigan |
| 26 octobre 1975 |            |         |                  | Odsal Stadium, Wigan |
| 26 octobre 1975 |            |         |                  | Odsal Stadium, Wigan |

| 26 octobre 1975 | France | 2 - 41 | Australie | Perpignan |
| 26 octobre 1975 |        |        |           | Perpignan |
| 26 octobre 1975 |        |        |           | Perpignan |

| 1er novembre 1975 | Angleterre | 16 - 13 | Australie | Central Park, Wigan |
| 1er novembre 1975 |            |         |           | Central Park, Wigan |
| 1er novembre 1975 |            |         |           | Central Park, Wigan |

| 2 novembre 1975 | Pays de Galles | 25 - 24 | Nouvelle-Zélande | St Helens Rugby and Cricket Ground, Swansea |
| 2 novembre 1975 |                |         |                  | St Helens Rugby and Cricket Ground, Swansea |
| 2 novembre 1975 |                |         |                  | St Helens Rugby and Cricket Ground, Swansea |

| 6 novembre 1975 | Pays de Galles | 23 - 2 | France | The Willows, Salford |
| 6 novembre 1975 |                |        |        | The Willows, Salford |
| 6 novembre 1975 |                |        |        | The Willows, Salford |

### Classement final
| Classement final |                  |   |   |   |   |     |     |      |     |
|                  | Équipe           | J | V | N | D | PP  | PC  | Δ    | Pts |
| 1                | Australie        | 8 | 6 | 1 | 1 | 198 | 69  | +129 | 13  |
| 2                | Angleterre       | 8 | 5 | 2 | 1 | 167 | 84  | +83  | 12  |
| 3                | Pays de Galles   | 8 | 3 | 0 | 5 | 110 | 130 | -20  | 6   |
| 4                | Nouvelle-Zélande | 8 | 2 | 2 | 6 | 121 | 149 | -28  | 6   |
| 5                | France           | 8 | 1 | 1 | 6 | 40  | 204 | -164 | 3   |

### Finale
| 12 novembre 1975 | Australie | 25 - 0 | Angleterre | Headingley Rugby Stadium, Leeds |
| 12 novembre 1975 |           |        |            | Headingley Rugby Stadium, Leeds |
| 12 novembre 1975 |           |        |            | Headingley Rugby Stadium, Leeds |